# Z-Naht

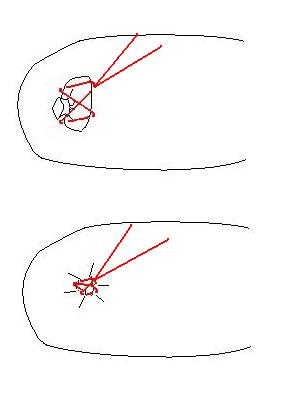
Z-Naht

Die Z-Naht ist eine chirurgische Nahttechnik, die zum Beispiel bei einer Appendektomie verwendet wird. Der Stumpf des Wurmfortsatzes wird nach dem Absetzen des entzündeten Organs über eine Tabaksbeutelnaht im Blinddarm versenkt und anschließend durch eine darüberliegende Z-Naht gesichert.